# 琅琊寺
琅琊寺、又称宝应寺、开化禅寺、开化律寺，位于安徽滁州琅琊山上，风景秀美。汉传佛教律宗寺院，汉族地区佛教全国重点寺院之一。

## 简介
琅琊寺始建于唐大历年间，由滁州刺史李幼卿与法深法师创建，唐代宗赐“宝应寺”。后宋朝太平兴国三年（978年），宋太宗改“开化禅寺”，亦称“琅琊寺”。元朝末年，寺毁。明朝洪武六年（1373年）绍宁、无为重修。清嘉庆年间，皓清法师予以重建，该为“开化律寺”。咸丰年间毁于太平天国战争。光绪三十年（1904年），达修法师住持开化寺，重建寺院，改回“琅琊寺”。1981年，为安徽省文物保护单位。1983年，为汉族地区佛教全国重点寺院。

## 建筑风格
该寺为典型汉传佛教建筑风格。琅琊寺依山而建，山门中有“琅琊胜境”四字。大雄宝殿为寺内主要建筑，殿前院落中央有明月池，上有明月桥，桥边有明月观。大雄宝殿后有藏经楼，藏有唐朝吴道子《观自在菩萨像》，为镇寺之宝。明月观后有三友亭，因亭旁有松、梅、竹“岁寒三友”而得名。寺旁即是著名的醉翁亭。